# Caso Angulo Losada versus Bolívia
O Caso Angulo Losada versus Bolívia foi um processo internacional julgado pela Corte Interamericana de Direitos Humanos em novembro de 2022. 
A senhora Brisa de Angulo Losada era uma adolescente de 16 anos quando um primo, então com 26 anos, mudou-se temporariamente para a residência de sua família, na Bolívia, passando a praticar violência sexual contra ela, entre o período de outubro de 2001 e maio de 2002. O agressor foi denunciado à polícia pelos pais da jovem em 1º de agosto de 2002, mas, após anulação da primeira sentença condenatória e o posterior retorno do réu para a Colômbia, em 2022, a ordem de captura da Interpol foi cancelada em razão da ocorrência de prescrição dos crimes praticados. 
Segundo entendeu a Corte Interamericana, o processo criminal visando à responsabilização do agressor foi marcado pela revitimização da adolescente e pela ausência da perspectiva de gênero e de proteção especial à infância. Dentre outras violências institucionais, a vítima chegou a ser submetida a um exame médico forense realizado por um profissional masculino, acompanhado por cinco estudantes de medicina também homens, e sem a presença de seus pais. 
A Corte considerou o Estado Plurinacional da Bolívia responsável pela violação dos direitos à integridade pessoal, vida privada e familiar, igualdade perante a lei, proteção judicial, garantias judiciais e direitos da criança, nos termos da Convenção Americana sobre Direitos Humanos. O Estado também foi considerado responsável pelo descumprimento de obrigações derivadas da Convenção Interamericana para Prevenir, Punir e Erradicar a Violência contra a Mulher (Convenção de Belém do Pará), em detrimento de Brisa de Angulo Losada. 

O caso foi decidido por unanimidade. Participaram do julgamento os juízes Ricardo C. Pérez Manrique, Humberto Antonio Sierra Porto, Eduardo Ferrer Mac-Gregor Poisot, Nancy Hernández López, Verónica Gómez, Patricia Pérez Goldberg e Rodrigo Mudrovitsch. O juiz brasileiro Rodrigo Mudrovitsch apresentou voto individual concorrente em que discorreu sobre a tensão entre a proteção internacional dos direitos humanos e a eventual necessidade de incidência do Direito Penal, como a “Ultima ratio" da proteção dos direitos humanos:
17. A proeminência do papel da Corte como intérprete e supervisora do cumprimento da Convenção pelos Estados Partes deriva em grande parte do desenvolvimento, em cada caso específico, de um conjunto de medidas para reparar, na maior medida possível, os danos sofridos pela vítima e evitar que novas vítimas sejam submetidas a situações semelhantes, estabelecendo, neste sentido, um tipo de prevenção especial, individualizada e específica, e outra geral, abstrata e genérica.
O magistrado ainda aborda a tipificação dos crimes de estupro e de violação no Código penal boliviano, a qual considera muito “restritiva”, apontando que o parâmetro que vem sendo internacionalmente admitido para a caracterização da violência sexual é unicamente a ausência de consentimento da vítima. Afirma também que a violência sexual intrafamiliar é uma grave violação de direitos humanos, cuja prevenção deve ser buscada pelos Estados, apontando a necessidade de tipificação da violência sexual incestuosa como um tipo autônomo na Bolívia. 